# Vòng loại Giải vô địch bóng đá nữ châu Âu 2013
Vòng loại Giải vô địch bóng đá nữ châu Âu 2013 diễn ra từ tháng 3 năm 2011 tới tháng 10 năm 2012 nhằm xác định 11 đội tuyển quốc gia cùng với đội tuyển chủ nhà Thụy Điển dự vòng chung kết.

## Vòng sơ loại
Tám đội được chia làm hai bảng bốn đội. Các đội nhất bảng lọt vào vòng loại chính. Chủ nhà của mỗi bảng được in nghiêng.

### Bảng 1
| Đội           | Tr | T | H | B | BT | BB | HS | Đ |
| ------------- | -- | - | - | - | -- | -- | -- | - |
| Bắc Macedonia | 3  | 2 | 1 | 0 | 7  | 2  | +5 | 7 |
| Litva         | 3  | 1 | 1 | 1 | 5  | 3  | +2 | 4 |
| Luxembourg    | 3  | 1 | 0 | 2 | 4  | 9  | –5 | 3 |
| Latvia        | 3  | 1 | 0 | 2 | 1  | 3  | –2 | 3 |

| Litva       | 1 – 1    | Bắc Macedonia |
| ----------- | -------- | ------------- |
| Budrytė 71' | Chi tiết | Andonova 21'  |

| Luxembourg                           | 2 – 0    | Latvia |
| ------------------------------------ | -------- | ------ |
| Settanni 60' (ph.đ.) · Berscheid 70' | Chi tiết |        |

| Luxembourg   | 1 – 5    | Bắc Macedonia                                              |
| ------------ | -------- | ---------------------------------------------------------- |
| Settanni 82' | Chi tiết | Andonova 21', 62' · Brahimi 24' · Salihi 59' · Rochi 90+3' |

| Latvia       | 1 – 0    | Litva |
| ------------ | -------- | ----- |
| Sokolova 13' | Chi tiết |       |

| Litva                                                   | 4 – 1    | Luxembourg   |
| ------------------------------------------------------- | -------- | ------------ |
| Imanalijeva 45+2', 85' · Vanagaitė 48' · Stasiulytė 59' | Chi tiết | Thompson 65' |

| Bắc Macedonia | 1 – 0    | Latvia |
| ------------- | -------- | ------ |
| Rochi 31'     | Chi tiết |        |

### Bảng 2
| Đội            | Tr | T | H | B | BT | BB | HS | Đ |
| -------------- | -- | - | - | - | -- | -- | -- | - |
| Armenia        | 3  | 1 | 2 | 0 | 2  | 1  | +1 | 5 |
| Malta          | 3  | 1 | 1 | 1 | 2  | 3  | –1 | 4 |
| Gruzia         | 3  | 1 | 1 | 1 | 1  | 1  | 0  | 4 |
| Quần đảo Faroe | 3  | 1 | 0 | 2 | 2  | 2  | 0  | 3 |

| Gruzia | 0 – 1    | Malta            |
| ------ | -------- | ---------------- |
|        | Chi tiết | D'Agostino 90+1' |

| Quần đảo Faroe | 0 – 1    | Armenia      |
| -------------- | -------- | ------------ |
|                | Chi tiết | Kostanyan 8' |

| Armenia | 0 – 0    | Gruzia |
| ------- | -------- | ------ |
|         | Chi tiết |        |

| Quần đảo Faroe                | 2 – 0    | Malta |
| ----------------------------- | -------- | ----- |
| Josephsen 26' · O. Hansen 86' | Chi tiết |       |

| Gruzia            | 1 – 0    | Quần đảo Faroe |
| ----------------- | -------- | -------------- |
| Chichinadze 90+5' | Chi tiết |                |

| Malta         | 1 – 1    | Armenia         |
| ------------- | -------- | --------------- |
| Cuschieri 14' | Chi tiết | Mangasaryan 64' |

## Vòng loại chính
Hai đội nhất bảng sơ loại cùng 36 đội xếp hạng cao nhất trừ chủ nhà Thụy Điển, được chia thành bốn bảng năm đội và ba bảng sáu đội. Các đội đầu bảng cùng một đội nhì xuất sắc nhất tiến vào vòng chung kết. Sáu đội nhì còn lại được chia thành ba cặp đá play-off để chọn ra ba suất cuối cùng dự vòng chung kết. Giai đoạn này diễn ra từ tháng 9 năm 2011 tới tháng 9 năm 2012.

### Bảng 1
| Đội                  | Tr | T | H | B | BT | BB | HS  | Đ  |
| -------------------- | -- | - | - | - | -- | -- | --- | -- |
| Ý                    | 10 | 9 | 1 | 0 | 35 | 0  | +35 | 28 |
| Nga                  | 10 | 7 | 1 | 2 | 31 | 6  | +25 | 22 |
| Ba Lan               | 10 | 5 | 2 | 3 | 17 | 11 | +6  | 17 |
| Bosna và Hercegovina | 10 | 3 | 1 | 6 | 12 | 21 | −9  | 10 |
| Hy Lạp               | 10 | 0 | 5 | 5 | 7  | 20 | −13 | 5  |
| Bắc Macedonia        | 10 | 0 | 2 | 8 | 5  | 49 | −44 | 2  |

|                      | Bosna và Hercegovina | Hy Lạp | Ý   | Bắc Macedonia | Ba Lan | Nga |
| -------------------- | -------------------- | ------ | --- | ------------- | ------ | --- |
| Bosna và Hercegovina | –                    | 1–1    | 0–1 | 1–0           | 0–2    | 0–1 |
| Hy Lạp               | 2–3                  | –      | 0–0 | 2–2           | 1–1    | 0–4 |
| Ý                    | 4–0                  | 2–0    | –   | 9–0           | 1–0    | 2–0 |
| Bắc Macedonia        | 2–6                  | 1–1    | 0–9 | –             | 0–3    | 0–6 |
| Ba Lan               | 4–0                  | 2–0    | 0–5 | 4–0           | –      | 0–3 |
| Nga                  | 4–1                  | 4–0    | 0–2 | 8–0           | 1–1    | –   |

- Trận Ba Lan–Nga kết thúc với tỉ số 0–2 nhưng UEFA xử Nga thắng 3–0.

### Bảng 2
| Đội         | Tr | T | H | B | BT | BB | HS  | Đ  |
| ----------- | -- | - | - | - | -- | -- | --- | -- |
| Đức         | 10 | 9 | 1 | 0 | 64 | 3  | +61 | 28 |
| Tây Ban Nha | 10 | 6 | 2 | 2 | 43 | 14 | +29 | 20 |
| România     | 10 | 5 | 1 | 4 | 20 | 20 | 0   | 16 |
| Thụy Sĩ     | 10 | 5 | 0 | 5 | 29 | 24 | +5  | 15 |
| Kazakhstan  | 10 | 2 | 1 | 7 | 4  | 55 | −51 | 7  |
| Thổ Nhĩ Kỳ  | 10 | 0 | 1 | 9 | 4  | 48 | −44 | 1  |

|             | Đức | Kazakhstan | România | Tây Ban Nha | Thụy Sĩ | Thổ Nhĩ Kỳ |
| ----------- | --- | ---------- | ------- | ----------- | ------- | ---------- |
| Đức         | –   | 17–0       | 5–0     | 5–0         | 4–1     | 10–0       |
| Kazakhstan  | 0–7 | –          | 0–3     | 0–4         | 1–0     | 2–0        |
| România     | 0–3 | 3–0        | –       | 0–4         | 4–2     | 7–1        |
| Tây Ban Nha | 2–2 | 13–0       | 0–0     | –           | 3–2     | 4–0        |
| Thụy Sĩ     | 0–6 | 8–1        | 4–1     | 4–3         | –       | 5–0        |
| Thổ Nhĩ Kỳ  | 0–5 | 0–0        | 1–2     | 1–10        | 1–3     | –          |

María Paz Vilas của Tây Ban Nha lập kỷ lục khi ghi bảy bàn thắng trong trận gặp Kazakhstan.

### Bảng 3
| Đội         | Tr | T | H | B  | BT | BB | HS  | Đ  |
| ----------- | -- | - | - | -- | -- | -- | --- | -- |
| Na Uy       | 10 | 8 | 0 | 2  | 35 | 9  | +26 | 24 |
| Iceland     | 10 | 7 | 1 | 2  | 28 | 4  | +24 | 22 |
| Bỉ          | 10 | 6 | 2 | 2  | 18 | 8  | +10 | 20 |
| Bắc Ireland | 10 | 3 | 2 | 5  | 12 | 15 | −3  | 11 |
| Hungary     | 10 | 3 | 1 | 6  | 18 | 22 | −4  | 10 |
| Bulgaria    | 10 | 0 | 0 | 10 | 1  | 54 | −53 | 0  |

|             | Bỉ  | Bulgaria | Hungary | Iceland | Bắc Ireland | Na Uy |
| ----------- | --- | -------- | ------- | ------- | ----------- | ----- |
| Bỉ          | –   | 5–0      | 2–1     | 1–0     | 2–2         | 0–1   |
| Bulgaria    | 0–1 | –        | 0–4     | 0–10    | 0–1         | 0–3   |
| Hungary     | 1–3 | 9–0      | –       | 0–1     | 2–2         | 0–5   |
| Iceland     | 0–0 | 6–0      | 3–0     | –       | 2–0         | 3–1   |
| Bắc Ireland | 0–2 | 4–1      | 0–1     | 0–2     | –           | 3–1   |
| Na Uy       | 3–2 | 11–0     | 6–0     | 2–1     | 2–0         | –     |

### Bảng 4
| Đội              | Tr | T | H | B | BT | BB | HS  | Đ  |
| ---------------- | -- | - | - | - | -- | -- | --- | -- |
| Pháp             | 8  | 8 | 0 | 0 | 32 | 2  | +30 | 24 |
| Scotland         | 8  | 5 | 1 | 2 | 21 | 12 | +9  | 16 |
| Wales            | 8  | 3 | 1 | 4 | 12 | 14 | −2  | 10 |
| Cộng hòa Ireland | 8  | 3 | 0 | 5 | 8  | 11 | −3  | 9  |
| Israel           | 8  | 0 | 0 | 8 | 1  | 36 | −35 | 0  |

|                  | Pháp | Israel | Cộng hòa Ireland | Scotland | Wales |
| ---------------- | ---- | ------ | ---------------- | -------- | ----- |
| Pháp             | –    | 5–0    | 4–0              | 2–0      | 4–0   |
| Israel           | 0–5  | –      | 0–2              | 1–6      | 0–2   |
| Cộng hòa Ireland | 1–3  | 2–0    | –                | 0–1      | 0–1   |
| Scotland         | 0–5  | 8–0    | 2–1              | –        | 2–2   |
| Wales            | 1–4  | 5–0    | 0–2              | 1–2      | –     |

### Bảng 5
| Đội      | Tr | T | H | B | BT | BB | HS  | Đ  |
| -------- | -- | - | - | - | -- | -- | --- | -- |
| Phần Lan | 8  | 6 | 1 | 1 | 22 | 4  | +18 | 19 |
| Ukraina  | 8  | 5 | 1 | 2 | 18 | 4  | +14 | 16 |
| Belarus  | 8  | 4 | 1 | 3 | 10 | 17 | −7  | 13 |
| Slovakia | 8  | 3 | 1 | 4 | 8  | 7  | +1  | 10 |
| Estonia  | 8  | 0 | 0 | 8 | 5  | 31 | −26 | 0  |

|          | Belarus | Estonia | Phần Lan | Slovakia | Ukraina |
| -------- | ------- | ------- | -------- | -------- | ------- |
| Belarus  | –       | 2–1     | 2–2      | 1–0      | 0–5     |
| Estonia  | 2–4     | –       | 0–5      | 0–2      | 1–4     |
| Phần Lan | 4–0     | 6–0     | –        | 2–0      | 0–1     |
| Slovakia | 3–0     | 3–1     | 0–1      | –        | 0–2     |
| Ukraina  | 0–1     | 5–0     | 1–2      | 0–0      | –       |

### Bảng 6
| Đội      | Tr | T | H | B | BT | BB | HS  | Đ  |
| -------- | -- | - | - | - | -- | -- | --- | -- |
| Anh      | 8  | 6 | 2 | 0 | 22 | 2  | +20 | 20 |
| Hà Lan   | 8  | 6 | 1 | 1 | 20 | 2  | +18 | 19 |
| Serbia   | 8  | 4 | 1 | 3 | 15 | 18 | −3  | 13 |
| Slovenia | 8  | 1 | 1 | 6 | 6  | 21 | −15 | 4  |
| Croatia  | 8  | 0 | 1 | 7 | 6  | 26 | −20 | 1  |

|          | Croatia | Anh | Hà Lan | Serbia | Slovenia |
| -------- | ------- | --- | ------ | ------ | -------- |
| Croatia  | –       | 0–6 | 0–3    | 1–4    | 3–3      |
| Anh      | 3–0     | –   | 1–0    | 2–0    | 4–0      |
| Hà Lan   | 2–0     | 0–0 | –      | 6–0    | 3–1      |
| Serbia   | 4–2     | 2–2 | 0–4    | –      | 3–0      |
| Slovenia | 1–0     | 0–4 | 0–2    | 1–2    | –        |

### Bảng 7
| Đội          | Tr | T | H | B | BT | BB | HS  | Đ  |
| ------------ | -- | - | - | - | -- | -- | --- | -- |
| Đan Mạch     | 8  | 7 | 0 | 1 | 28 | 3  | +25 | 21 |
| Áo           | 8  | 6 | 1 | 1 | 16 | 9  | +7  | 19 |
| Cộng hòa Séc | 8  | 4 | 1 | 3 | 16 | 9  | +7  | 13 |
| Bồ Đào Nha   | 8  | 2 | 0 | 6 | 16 | 13 | +3  | 6  |
| Armenia      | 8  | 0 | 0 | 8 | 2  | 44 | −42 | 0  |

|              | Armenia | Áo  | Cộng hòa Séc | Đan Mạch | Bồ Đào Nha |
| ------------ | ------- | --- | ------------ | -------- | ---------- |
| Armenia      | –       | 2–4 | 0–2          | 0–5      | 0–8        |
| Áo           | 3–0     | –   | 1–1          | 3–1      | 1–0        |
| Cộng hòa Séc | 5–0     | 2–3 | –            | 0–2      | 1–0        |
| Đan Mạch     | 11–0    | 3–0 | 1–0          | –        | 2–0        |
| Bồ Đào Nha   | 6–0     | 0–1 | 2–5          | 0–3      | –          |

### Xếp hạng đội nhì bảng
Đội nhì có thành tích tốt nhất trong số các bảng giành vé tới vòng chung kết, trong khi các đội còn lại thi đấu play-off. Do số đột trong các bnagr không giống nhau, thành tích trước các đội đứng thứ sáu không được tính khi xếp hạng. Hà Lan là đội nhì xuất sắc nhất.
| Bg | Đội         | Tr | T | H | B | BT | BB | HS  | Đ  |
| -- | ----------- | -- | - | - | - | -- | -- | --- | -- |
| 6  | Hà Lan      |    | 6 | 1 | 1 | 20 | 2  | +18 | 19 |
| 7  | Áo          |    | 6 | 1 | 1 | 16 | 9  | +7  | 19 |
| 5  | Ukraina     |    | 5 | 1 | 2 | 18 | 4  | +14 | 16 |
| 1  | Nga         |    | 5 | 1 | 2 | 17 | 6  | +11 | 16 |
| 4  | Scotland    |    | 5 | 1 | 2 | 21 | 12 | +9  | 16 |
| 3  | Iceland     |    | 5 | 1 | 2 | 12 | 4  | +8  | 16 |
| 2  | Tây Ban Nha |    | 4 | 2 | 2 | 29 | 13 | +16 | 14 |

## Vòng play-off
Sáu đội nhì bảng còn lại được bốc thăm phân cặp thi đấu để chọn ra ba đội đi tiếp. Ba quốc gia có hệ số UEFA cao nhất được xếp hạt giống và được thi đấu lượt về trên sân nhà.
Các đội hạt giống là Iceland, Nga và Tây Ban Nha.
| Đội 1    | TTS | Đội 2       | Lượt đi | Lượt về   |
| -------- | --- | ----------- | ------- | --------- |
| Scotland | 3–4 | Tây Ban Nha | 1–1     | 2–3 (h.p) |
| Ukraina  | 4–6 | Iceland     | 2–3     | 2–3       |
| Áo       | 1–3 | Nga         | 0–2     | 1–1       |

### Lượt đi
| Scotland           | 1–1      | Tây Ban Nha |
| ------------------ | -------- | ----------- |
| Little 26' (ph.đ.) | Chi tiết | Adriana 30' |

| Ukraina                    | 2–3      | Iceland                                              |
| -------------------------- | -------- | ---------------------------------------------------- |
| Romanenko 39' · Chorna 51' | Chi tiết | Ómarsdóttir 5' · Magnúsdóttir 25' · Viðarsdóttir 64' |

| Áo | 0–2      | Nga                             |
| -- | -------- | ------------------------------- |
|    | Chi tiết | Savchenkova 25' · Shlyapina 43' |

### Second leg
| Tây Ban Nha                                  | 3–2 (s.h.p.) | Scotland                  |
| -------------------------------------------- | ------------ | ------------------------- |
| Adriana 74' · Meseguer 113' · Boquete 120+2' | Chi tiết     | Mitchell 62' · Little 98' |

Tây Ban Nha thắng với tổng tỉ số 4–3.
| Nga            | 1–1      | Áo           |
| -------------- | -------- | ------------ |
| Kostyukova 30' | Chi tiết | Puntigam 75' |

Nga thắng với tổng tỉ số 3–1.
| Iceland                                                | 3–2      | Ukraina                       |
| ------------------------------------------------------ | -------- | ----------------------------- |
| Viðarsdóttir 8' · Ómarsdóttir 12' · Brynjarsdóttir 76' | Chi tiết | Dyatel 36' · Apanaschenko 72' |

Iceland thắng với tổng tỉ số 6–4.

## Cầu thủ ghi bàn hàng đầu
| Hạng | Tên                       | Số bàn | Số phút thi đấu |
| ---- | ------------------------- | ------ | --------------- |
| 1    | Célia Šašić               | 17     | 532'            |
| 2    | Ramona Bachmann           | 11     | 848'            |
| 3    | María Paz Vilas           | 10     | 269'            |
| 3    | Verónica Boquete          | 10     | 799'            |
| 5    | Patrizia Panico           | 9      | 593'            |
| 5    | Isabell Herlovsen         | 9      | 630'            |
| 5    | Pernille Harder           | 9      | 720'            |
| 5    | Margrét Lára Viðarsdóttir | 9      | 824'            |
| 9    | Alexandra Popp            | 8      | 473'            |
| 9    | Manon Melis               | 8      | 540'            |
| 9    | Anna Żelazko              | 8      | 627'            |